# 순천 선암사 동 승탑
순천 선암사 동 승탑(順天 仙巖寺 東 僧塔)은 전라남도 순천시 승주읍 선암사에 있는 고려시대의 승탑이다. 1987년 9월 18일 전라남도의 유형문화재 제156호로 지정되었다가, 1993년 11월 19일 대한민국의 보물 제1185호로 승격 지정되었다.

## 개요
승탑은 승려의 무덤을 상징하여 그 유골이나 사리를 모셔두는 곳이다. 선암사 무우전 뒷편의 능선을 따라 동북쪽으로 약 200m 올라가면 이 승탑이 보이는데, 사찰 안에 있는 3기의 고려시대 승탑 중 하나로, 규모가 크고 각 부분이 8각으로 이루어진 모습이다.
기단부(基壇部)는 8각의 바닥돌 위에 안상(眼象)을 새긴 괴임대를 마련하여 구름무늬를 조각한 아래받침돌을 올려 놓았다. 가운데받침돌과 윗받침돌은 하나의 돌로 이루어져 있으며 물결무늬와 연꽃무늬로 장식되어 있다. 탑신(塔身)의 몸돌은 윗부분이 좁아진 사다리꼴 모양으로, 앞면에는 봉황이 새겨진 문의 양 옆을 지키는 인왕상(仁王像)을 새겨 두었고, 뒷면에는 문고리가 달린 문짝을 조각해 두었다. 지붕돌은 얇고 넓으며, 여덟 곳의 귀퉁이마다 꽃장식이 달려있다. 꼭대기에는 갖가지 모양의 머리장식이 차례로 놓여 있다.
통일신라시대의 8각 승탑 양식을 착실하게 따르고 있는 작품으로, 각 부분의 만든 솜씨들로 보아 고려 전기에 만들어진 것으로 추측된다.

## 같이 보기
- 선암사

## 참고 자료
- 순천 선암사 동 승탑 - 국가유산청 국가유산포털